# Арка Мира
Арка Мира (итал. Arco della Pace) — один из главных памятников миланского ампира. Триумфальная арка, спроектированная архитектором Луиджи Каньолой в 1807 году в честь побед Наполеона Бонапарта, была построена в парке Семпионе уже позже, в 1826—1838 годах (то есть в годы австрийского правления), с новым названием (в память достижения мира между европейскими народами после Венского конгресса 1815 года).
По первоначальному замыслу гранитная арка должна была стать неформальными 14-ми воротами Милана. Через них император Франции предполагал торжественно въехать в город после завершения строительства. Существует мнение, что проём арки ориентирован по оси Париж — Милан и выходит на историческую ось Парижа.  Например, в книге «Праздник, который всегда с тобой» утверждается, что Арка мира находится на одной прямой с аркой Каррузель и Триумфальной аркой в Париже.

## История
Триумфальная арка в Милане, расположенная в начале улицы Corso Sempione ныне является частью обширного парка Семпионе. В 1806 году наполеоновская администрация Милана поручила архитектору Луиджи Каньоле воздвигнуть триумфальную арку по случаю бракосочетания итальянского вице-короля Евгения Богарне и Августы Амалии, принцессы Баварской. Арка была временной, деревянной, но произвела такое впечатление, что решено было построить её из мрамора. Первый камень был заложен 14 октября 1807 года.
Триумфальную арку решили посвятить военным победам Наполеона Бонапарта, но строительство затянулось, затем работы были приостановлены с падением Наполеона (1814), тем временем в Милан перешёл во власть Австрийской империи. В 1826 году австрийский император Франц I приказал достроить арку. После смерти Луиджи Каньолы в 1833 году руководство работами перешло к Карло Джузеппе Лондонио, который завершил их в 1838 году.
Монумент был открыт 10 сентября 1838 года пышной церемонией под председательством недавно коронованного императора Австрии Фердинанда I. Однако считается окончательно открытым в 1859 году с въездом в Милан французского императора Наполеона III и первого короля объединённой Италии Виктора Эммануила II после побед франко-сардинских войск над австрийцами в битвах при Палестро, Мадженте и Сольферино.
Сооружение переименовали в Арку Мира, в честь Венского конгресса 1815 года, на котором европейские державы положили конец эпохе наполеоновских войн.

## Архитектура
Арка, согласно эстетике классицизма, возведена по образцам древнеримских триумфальных сооружений. Ближайшие прототипы — Триумфальная арка Константина и арка Септимия Севера на Римском форуме.
Миланская арка уступает в размерах только Триумфальной арке в Париже. Высота арки — 25 метров, ширина — 24 метра. Арку венчает бронзовая сестига (итал. sestiga — шестиконная упряжка) — римская повозка, запряжённая шестью конями. «Сестига Мира» (Sestiga della Pace) создана по рисунку архитектора Певерелли скульптором Аббондио Санджорджио. Она интерпретируется в качестве колесницы богини Мира с пальмовой ветвью, въезжающей в город Милан. По сторонам колесницы, по углам арки, расположены четыре конные фигуры Викторий (богинь победы) с лавровыми венками — работа болонского скульптора Джованни Путти.
Ниже, на аттике (по обеим сторонам арки), — четыре аллегорические фигуры главных рек областей Ломбардии и Венето — Адидже, Тичино, По и Тальяменто.
В среднем регистре арки за коринфскими колоннами находится аллегорические рельефы на тему поражения Бонапарта и реставрации в Ломбардии австрийского правления. Положение коней, ведущих сестигу, было изменено по воле австрийских Габсбургов: чтобы высмеять французов, коней повернули на 180 градусов, так, чтобы их задняя сторона была обращена к Франции.
После перехода Милана от господства австрийских Габсбургов к Пьемонту единственными изменениями, которые были внесены в памятник, были новые посвятительные надписи, помещённые на аттике:
Входя со славным оружием / Наполеон III и Витторио Эмануэле II освободители / ликующий Милан стер / рабские следы с этих мраморов / и написал независимость Италии / MDCCCLIX / Надеждам Королевства Италия / покровительству Наполеона I / миланцы посвятили год MDCCCVII / и освобождены от рабства / счастливо вернулись / MDCCCLIX.

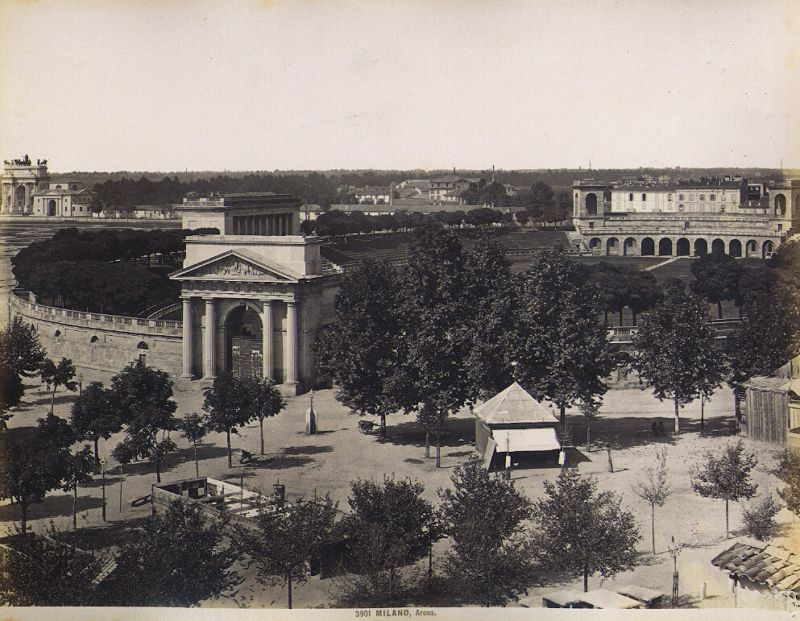
Вид парка и городской стены около 1880 года
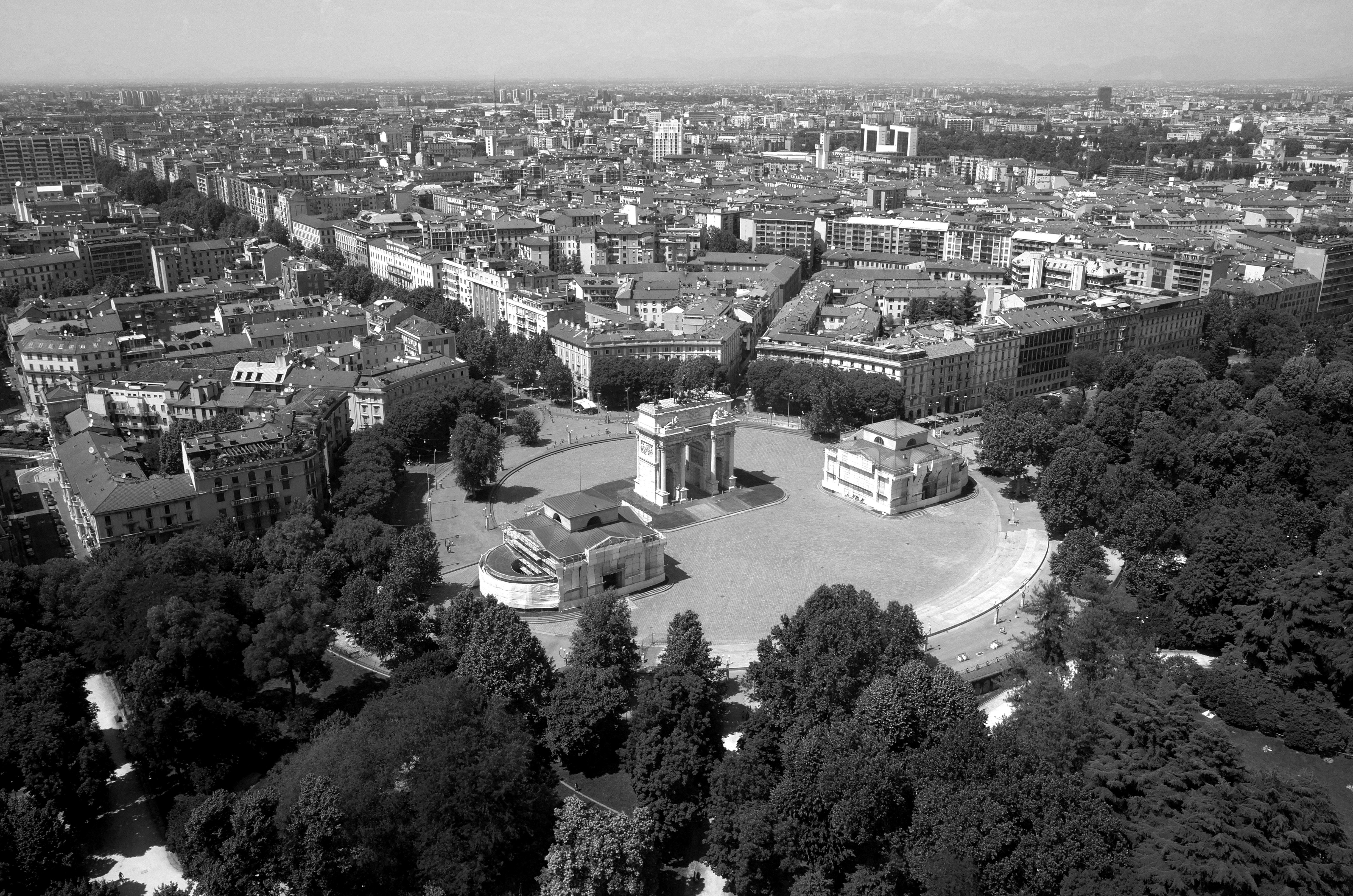
Парк Семпионе
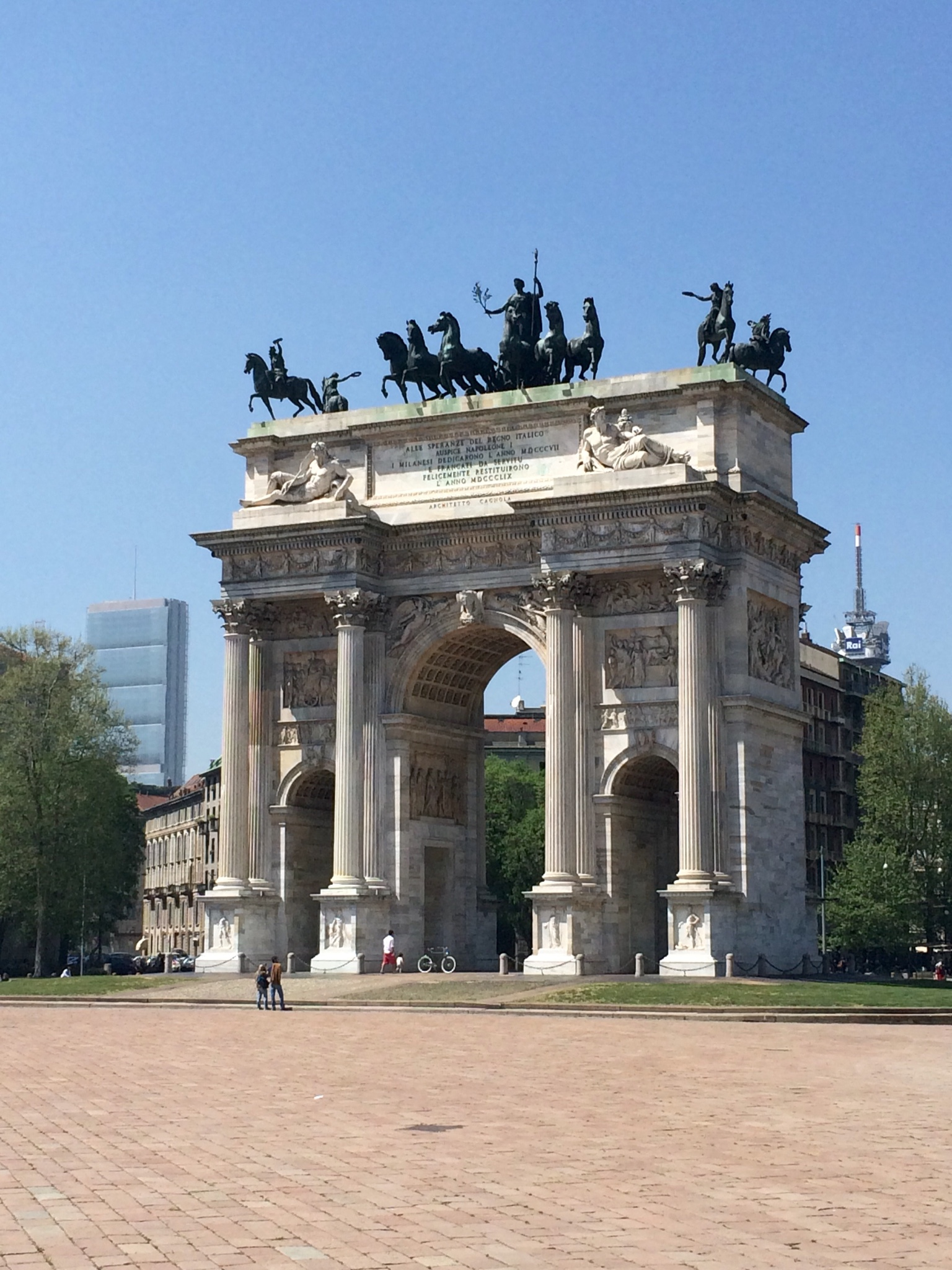
Арка Мира в перспективе
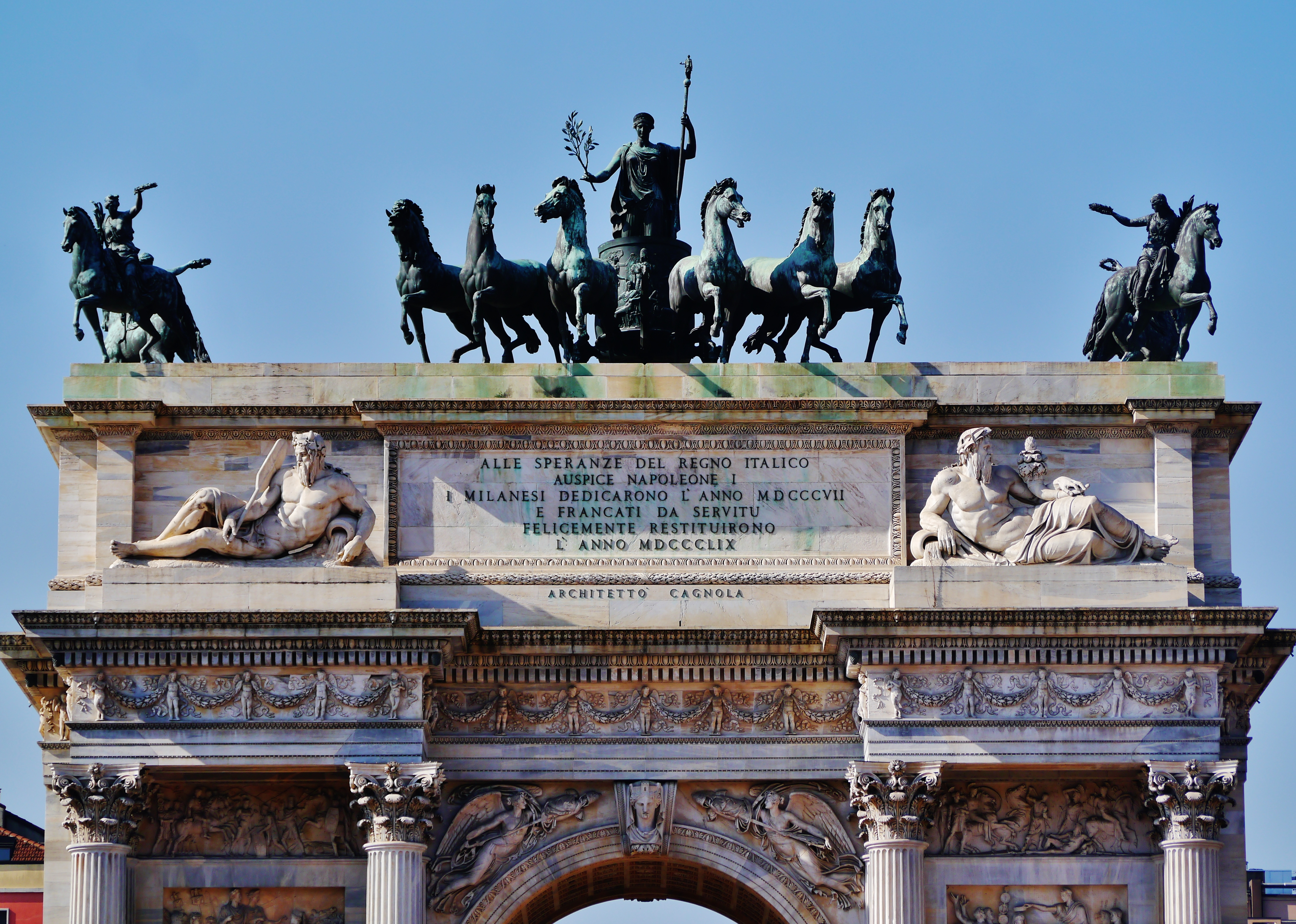
Скульптуры Арки Мира
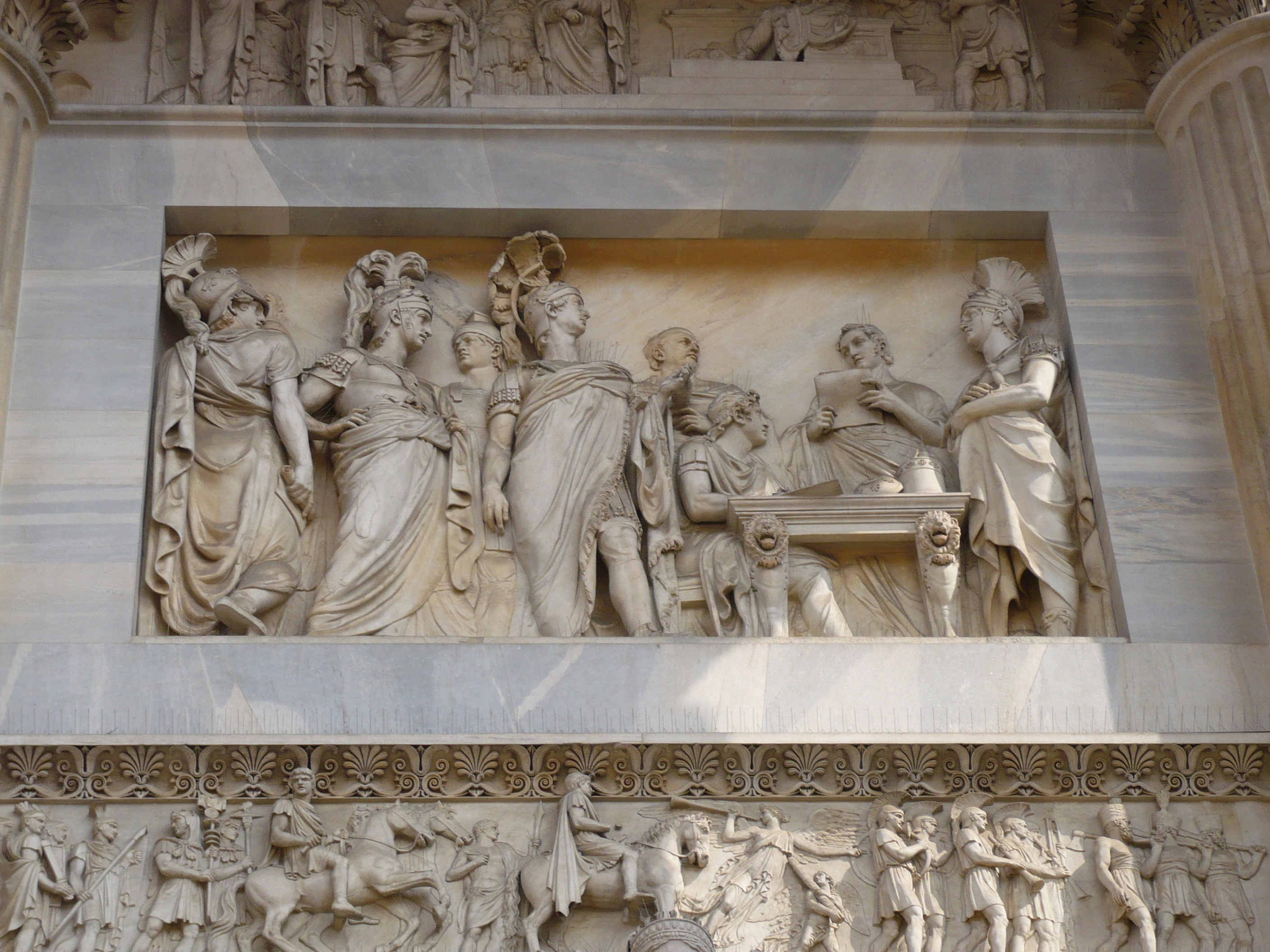
Барельеф с изображением вступления в Милан австрийского полководца Нейперга